# Илия Добрев
Проф. Илия Добрев Колев е български актьор, режисьор и театрален педагог в НАТФИЗ.

## Биография
Роден е на 10 февруари 1942 година в град Хасково. През 1961 г. завършва Педагогическо училище. Завършва ВИТИЗ „Кръстьо Сарафов“ през 1967 г. в класа на професор Стефан Сърчаджиев и Методи Андонов.
Работи в Драматичен театър „Стоян Бъчваров“ Варна (1967 – 1969), Военния театър (1969 – 1973; 1993 – 2016) и Сатиричен театър „Алеко Константинов“ (1979 – 1993).
Изиграва над 130 роли, от които над 40 в киното и телевизията, и 36 в театър „Българска армия“ (1969 – 1979; 1993 – 2016). Сред най-известните му роли са тази на Тодор Каблешков в пиесата на Никола Русев „От земята до небето“, за която получава Първа награда за мъжка роля на Прегледа за българска драма и театър (Театър на българската армия, 1976 г.; режисьор Крикор Азарян), на Васил Левски във филма „Демонът на империята“ (1971) и тази на Митю в популярната телевизионна постановка „Криворазбраната цивилизация“ (1974) на Българската национална телевизия по класическата пиеса на Добри Войников.
От 1969 до 1993 година е актьор, а няколко години е и директор на Сатиричния театър.
През 1980 година Илия Добрев поставя на димитровградска сцена „Пеперудите са свободни“ от Ленърд Герш. В по-късните години – през 1991 г. – отново се завръща в Димитровград, като поставя спектакъла „Между два стола“ от Рей Куни.
През 1992 година поставя на димитровградска сцена пиесата на Никола Русев „Как писар Тричко не се ожени за царкина Кита с китка накитена“.
Режисьор на повече от 50 спектакъла в театрите по цялата страна
През 1996/1997 - директор и главен художествен ръководител на Държавен сатиричен театър „Алеко Константинов“
Проф. Илия Добрев преподава актьорско майсторство в продължение на 33 години в НАТФИЗ „Кръстьо Сарафов“. От 2001 г. е професор.
През 2013 г. е обявен за почетен гражданин на Димитровград.
Илия Добрев умира на 74 години 19 февруари 2016 г. в София.

## Награди и отличия
- Заслужил артист
- Първа награда „за МЪЖКА РОЛЯ“ на Васил Левски във филма „Демонът на империята“ (1971).
- Първа награда „за МЪЖКА РОЛЯ“ на (Митю) в ТВ мюзикъл „Криворазбраната цивилизация“ на Хачо Бояджиев, (1974)
- Наградата на САБ „за НАЙ-ДОБРА МЪЖКА РОЛЯ“ за образа на Кратун в „Напразни усилия на любовта“ от Шекспир, реж. Леон Даниел (1975).
- Първа награда „за МЪЖКА РОЛЯ“ за Тодор Каблешков в пиесата „От земята до небето“ на Прегледа за българска драма и театър (1976).
- Награда на МНО за Плужников в „Смертию смерт поправ“ от Б. Василев, реж. Асен Шопов
- Награда на МНО за л-т Беров в „Краят на деня“ от Драгомир Асенов, реж. Никола Петков.
- Носител на звание Професор (2001).
- Почетен гражданин на Димитровград (2013).
- Наградата ИКАР на САБ.

## Театрални роли
В Театъра на Народната армия (1969 – 1979)

1. „Трамвай Желание“ (Тенеси Уилямс) – пощальонът

2. „Царска милост“ (Камен Зидаров) – Боян

3. „Маскарад“ (Михаил Лермонтов) – княз Звездич

4. „Среща с гнева на хората“ (Иван Аржентински) – поручик Лазаров

5. „Една нощ в рая“ (Владимир Голев) – Емил

6. „Един безумен ден или Сватбата на Фигаро“ (Бомарше) – Керубино

7. „Дяволският кръг“ (Ел. Цумпе) – Ван дер Любе

8. „Златното покритие“ (Драгомир Асенов) – Хинко

9. „Съд на честта“ (Рангел Игнатов) – ефрейтора

10. „Вишнева градина“ (Антон Чехов) – Епиходов

11. „Време разделно“ (Антон Дончев) – Момчил

12. „Матросите от Катаро“ (Фр. Волф) – лейтенантът

13. „Напразни усилия на любовта“ (Уилям Шекспир) (1975) – Кратун

14. „Смертию смерт поправ“ (Борис Василев) – Плужников

15. „От земята до небето“ (Никола Русев) – Тодор Каблешков

16. „Делото Дантон“ (Станислава Пшибишевска) – Сент-Жюст

17. „Дачници“ (Максим Горки) –  Рюмин

18. „Края на деня“ (Драгомир Асенов) – лейтенант Беров

19. „Дните на семейство Турбини“ (Булгаков) – Лариосин

20. „Честна мускетарска“ (Валери Петров) – Арамис

21. „Щастливецът иде“ (Руси Божанов) – съдията

22. „Музика от Шатровец“ (К. Илиев) – Манол
от 1993 – 1994 година

1. „Величието на падението на Стефан Стамболов“ (Стефан Цанев) – майор Паница

2. „За вечни времена във вселената“ (Е. Оувъмайор) – г-н Куърти

3. „Персифедрон“ (Константин Павлов) – професорът

4. „Вишнева градина“ (Антон Чехов) – Гаев

5. „Хамлет“ (Уилям Шекспир) –  Клавдий

6. „Опит за летене“ (Йордан Радичков) – Хаджи Аврам Опитомителя

7. „Много шум за нищо“ (Уилям Шекспир) – Кучиврът

8. „Буре барут“ (Д. Дуковски) – мъжът

9. „Война и блудство, блудство и война“ (Уилям Шекспир) – Пандар

10. „Евридика“ (Жан Ануи) – бащата

11. „По-големият син“ (А. Вампилов) – Сарафанов

12. „Събота, неделя, понеделник“ (Едуардо Де Филипо) – Пепино

13. „Десет малки негърчета“ (Агата Кристи) – Сър Лорънс Уоргрейв

14. „Кръщене“ (Камен Донев) – Тодор

15. „Време разделно“ (Антон Дончев) – Момчил

## Телевизионен театър
- „Забравен ключ“ (1989) (Алка Радионова)
- „Делото „Опенхаймер““ (1988) (Хайнер Кипхарт), 2 части
- „Добро и ръце“ (1987) (Константин Дуфев)
- „Службогонци“ (1985) (от Иван Вазов, реж. Коста Наумов)
- „Процесът Стамболийски“ (1985) (Пелин Пелинов), 2 части
- „Притча за философа“ (1985) (Кирил Топалов)
- „Увлечението“ (1981) (Алфред дьо Мюсе)
- „Женитба“ (1977) (Николай Гогол)
- „Две измерения на един ден“ (1977) (Атанас Коковски)
- „Разпятието“ (1977) - Панайот Волов
- „Зех тъ, Радке, зех тъ!“ (1976) (Сава Доброплодни), мюзикъл – Вичо - Михалов ласкател и лъжлив приятел
- „Цар и водопроводчик“ (1974) (Павел Вежинов)
- „Криворазбраната цивилизация“ (1974) Добри Войников, мюзикъл – Митю
- „Змейова сватба“ (1973) (Петко Тодоров)
- „Вражалец“ (1970) (Ст. Л. Костов) (Първа реализация)
- „Искрици от огнището“ (1967) (Николай Хайтов)
- „Студеното сърце“ – Петер Мунг

## Режисьор в театъра

### В театъра в Димитровград
- „Как писар Тричко не се ожени за царкиня Кита с китка накитена“ (1992) (от Никола Русев)
- „Пеперудите са свободни“ (1980) ( от Л. Герш)
- „Между два стола“ (1991) (от Рей Куни)

### В театъра в Ямбол
- „Полегати дъждове“ (1978)

### В театъра в Кърджали
- „Княз Мишкин“ (1975)

### В театъра в Благоевград
- „Сако от велур“

## Автор на драматизации
- „Бели нощи“ (по Достоевски)
- „Идиот“ (по Достоевски)
- „Кротката“ (по Достоевски)
- „Забранени от небето“ (по Томова)

## Филмография

### Като актьор
| Година      | Филми и Сериали                             | Серии | Копродукции | Роля |
| ----------- | ------------------------------------------- | ----- | ----------- | --- |
| 2011 – 2019 | Столичани в повече (тв сериал)              | 170   |             | генерал Анев |
| 1993        | Жребият (тв сериал)                         | 7     |             | д-р Попвасилев |
| 1990        | Нощ без теб (тв)                            |       |             | главният редактор на вестника |
| 1989        | Аз, Графинята                               |       |             | Пайряза |
| 1989        | Меги                                        |       |             | Тонев, оперативен работник |
| 1985        | Грехът на Малтица (тв)                      |       |             | Халид ефенди |
| 1985        | Борис I                                     | 2     |             | гръцки епископ |
| 1984        | В името на народа (тв сериал)               | 8     |             | лекарят |
| 1982        | Лавина                                      |       |             | шефът |
| 1981        | Ударът                                      |       |             | младия член на политбюро |
| 1978        | Трампа                                      |       |             | Добрин Илиев |
| 1977        | Звезди в косите, сълзи в очите              |       |             | Халачев |
| 1976        | Апостолите                                  | 2     |             | Павел Бобеков |
| 1976 – 1980 | Записки по българските въстания (тв сериал) | 13    |             | Павел Бобеков, учител (в 7 серии: VII, VIII, IX, X, XI, XII, XIII)                                                                                          |
| 1975        | Сватбите на Йоан Асен                       | 2     |             | войникът, хапващ на крак заедно с Йоан Асен II |
| 1974        | Зарево над Драва                            | 2     |             | Стоил, редника |
| 1974        | Белият камък                                |       |             | |
| 1973        | Голямата скука                              |       |             | Борислав |
| ?           | Животът, макар и кратък                     |       |             | архитект Пешо Стилянов |
| ?           | Момчето на белия кон                        |       |             | |
| 1973        | Като песен                                  |       |             | преводачът на руснаците |
| 1972        | Вятърът на пътешествията                    |       |             | Дъб Кели |
| 1971        | Демонът на империята (тв сериал)            | 10    |             | Васил Левски – Дякона/баш Карагьозчията Джингиби (Неуловимият ангел)/Атанасович ефенди/Медреа/Димо/Дервиш ага/княз Третяков/Негушевич/Витан Кискинов ефенди |
| 1970        | Четиримата от вагона                        |       |             | Величко |
| 1969        | Белият кон                                  |       |             | партизанинът |
| 1967        | Завръщане                                   |       |             | Йонко |
| 1967        | Мълчаливите пътеки                          |       |             | |
| 1966        | Вечен календар                              |       |             | Панталей |
| 1966        | Карамбол                                    |       |             | певецът Митко |
| 1965        | Вълчицата                                   |       |             | Петьо |
| 1965        | Дрямка                                      |       |             | |
| 1965        | Васката (тв)                                |       |             | Васката |
| 1964        | Веригата                                    |       |             | ученикът ремсист |

### Като режисьор и сценарист
| Година | Филми              |
| ------ | ------------------ |
| 2003   | Отвъд чертата (тв) |